# SUMMER TIME LOVE
《SUMMER TIME LOVE》為日本音樂團體EXILE（放浪兄弟）的第24張單曲。2007年5月16日於日本發行。Oricon最高排行第3、初動銷量9.0萬張、累計銷量13.3萬張

## 解說
- 第5張專輯《EXILE EVOLUTION》後僅僅過兩個多月後發售，配合從5月11日開始的全國巡迴演唱會發行。
- 以「CD+DVD」「CD only」2種型態發售。封面各有所不同，「CD＋DVD」盤是荒地，「CD only」盤是被南島風的植物所包圍的景象。在初回限定的附加曲為重新錄製的《Choo Choo TRAIN》。編曲也稍有不同。
- 「SUMMER TIME LOVE》是主唱ATSUSHI作詞的夏季戀愛背景的流行歌曲。製作人為周防彰悟。
- c/w的《響〜HIBIKI〜》也是主唱ATSUSHI所作詞的抒情歌曲，也是表演者MAKIDAI的主演電影《きみに届く声》的主題曲。據說是第一次坐著錄音的歌曲。

## 發行版本
- CD
- CD+DVD

## 收錄歌曲

### CD
1. SUMMER TIME LOVE[4:00]
  - 作詞：ATSUSHI / 作曲：真白リョウ / 編曲：水島康貴

山崎製麵包「lunch pack」廣告曲
日本電視系列「スッキリ!!」2007年5月度片尾曲
日本電視系列「GOOD LOOKIN′CLUB」2007年5月度主題曲
日本電視系列「音樂戰士」2007年5月POWER PLAY
music.jp 電視 動畫廣告歌
2. 響〜HIBIKI〜[4:16]
  - 作詞：ATSUSHI / 作曲:坂詰美紗子 / 編曲：平田祥一郎

MAKIDAI主演電影《きみに届く声》主題曲
3. SUMMER TIME LOVE (Instrumental)
4. 響〜HIBIKI〜 (Instrumental)
5. Choo Choo TRAIN（初回限定附加曲）
  - 作詞：佐藤ありす / 作曲：中西圭三

### DVD
1. SUMMER TIME LOVE (Video Clip)
2. EXILE相關情報

## 備註
1. 1 2  . Oricon. 2007  [2013-01-14]. （原始内容存档于2013-05-07） （日语）.
2. ↑  . Musicman-NET. 2012-08-02  [2013-01-14]. （原始内容存档于2012-09-04） （日语）.